# Sarcophages d'Arles

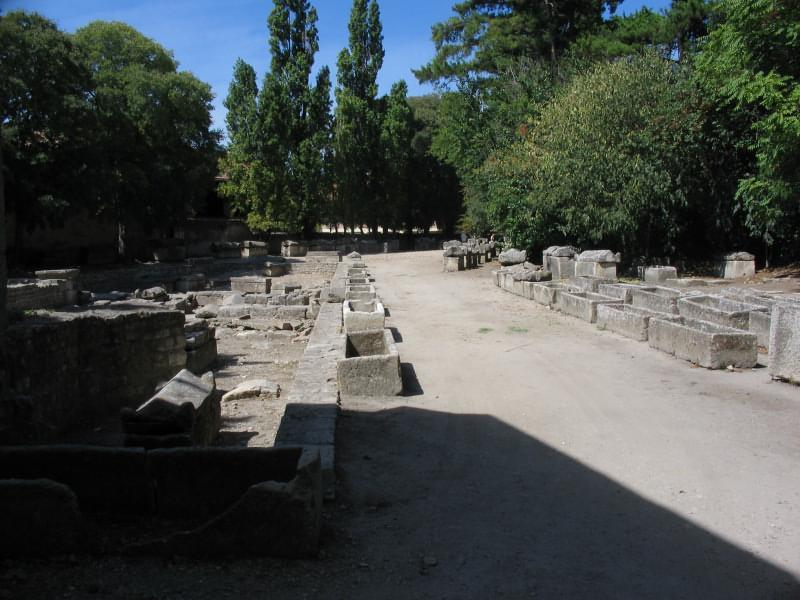
Une vue actuelle de la nécropole des Alyscamps et de ses sarcophages.

De nombreux sarcophages sculptés ont été découverts à Arles, essentiellement dans les quartiers des Alyscamps et de Trinquetaille, où se trouvaient les nécropoles arlésiennes.
En raison du grand nombre d'œuvres conservées à Arles, tant dans les nécropoles que dans les lieux de culte du Moyen Âge, une approche historique est possible, retraçant l'évolution de ces cuves funéraires entre les Ier et VIe siècles. Aujourd'hui encore, en dépit des pièces « empruntées » ou cédées, la ville et le Musée départemental Arles antique possèdent la deuxième collection de sarcophages paléochrétiens, après celle des musées du Vatican.

## Les sarcophages
Les œuvres funéraires arlésiennes présentent une grande variété de sculptures : personnages, thèmes mythologiques, scènes de chasse et pastorales, compositions narratives et à compter de la fin du IIIe siècle, motifs chrétiens. On constate également des évolutions techniques : simple et double registre, présence de niches, bas-relief et ronde-bosse, etc.
Au niveau des matériaux, l'évolution des sarcophages sculptés montre une prédominance de la pierre locale (calcaire tendre de Fontvieille) au Ier siècle, puis aux IIe et IIIe siècles, un engouement pour le marbre, souvent du marbre de Carrare, du Proconnèse ou d'Orient, quelquefois des Pyrénées, avec des imitations en calcaire, et au IVe siècle un effacement de la pierre de Fontvieille. Cette chronologie ne concerne que les ouvrages sculptés et non point les sarcophages non sculptés, qui demeurent en calcaire local.
Quelques détails comme la présence de fenestella dans certains sarcophages chrétiens du IVe siècle, comme celui de Maria Romana Celsa (ouverture rectangulaire de 20 cm sur 9 cm au centre de la face arrière du sarcophage) et celui dit « de la chasse » (ouverture rectangulaire de 16,5 cm sur 8 cm également sur la face arrière du sarcophage), dispositif réputé être propre à certaines tombes de martyr, pourraient servir ici au culte de la tombe, comme un trou à libation, montrant la persistance de cette tradition dans la société arlésienne en cours de conversion.
Aujourd'hui, la plupart de ces sarcophages se trouvent à Arles au Musée de l'Arles et de la Provence antiques et dans les églises de la cité, notamment dans la basilique Saint-Trophime. Quelques pièces sont également exposées à Marseille et à Paris, au Louvre.

### IIesiècle

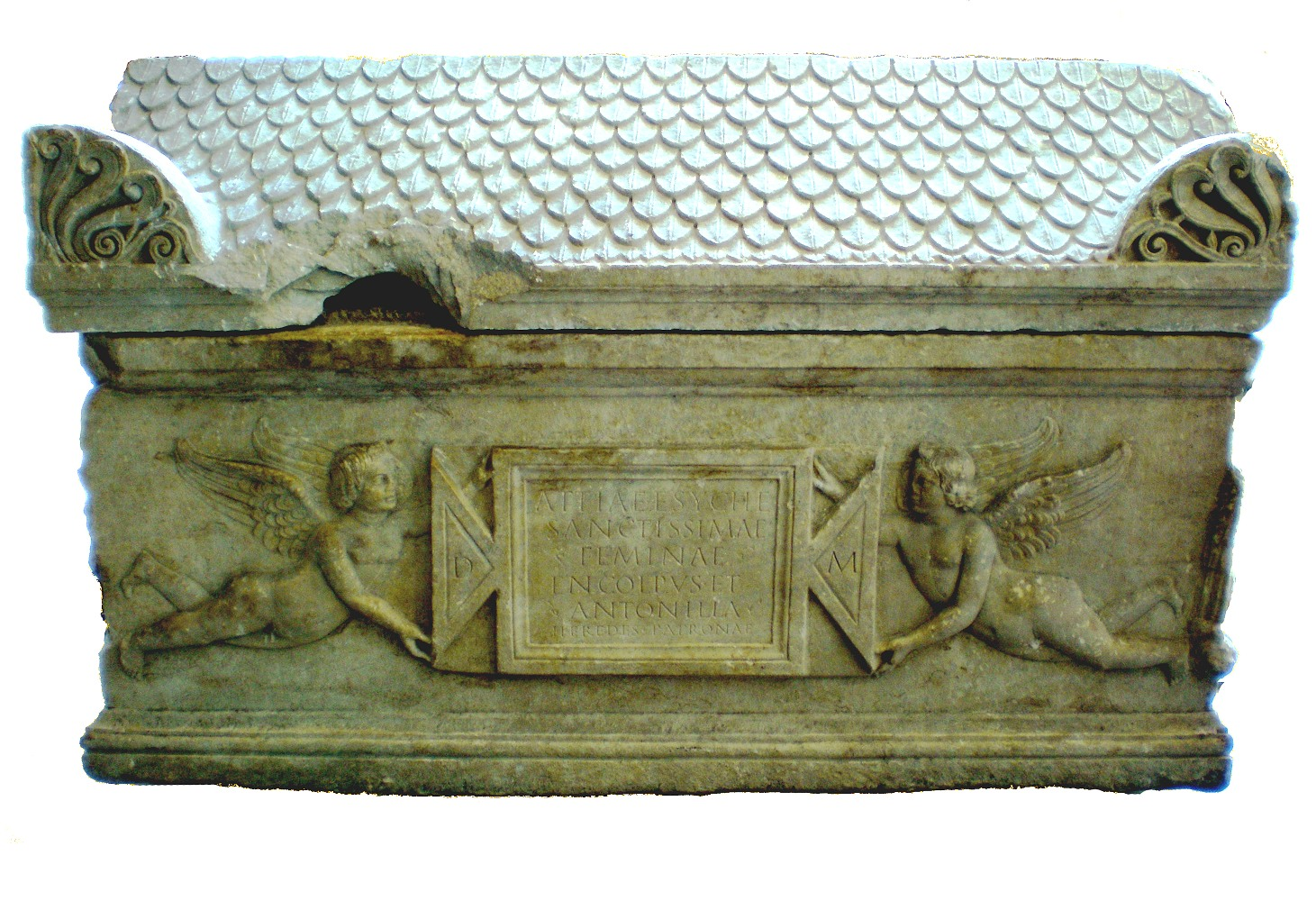
Sarcophage d'Attia Esyche, (s) - Musée départemental Arles antique, Arles.

La production des sarcophages à décor sculpté se répand largement dès le début du IIe siècle, à la suite de l'abandon progressif de l'incinération en faveur de l'inhumation, tout en restant un moyen réservé aux familles fortunées en raison de son coût. À Arles, de nombreux sarcophages décorés apparaissent ainsi relativement tôt dans le courant du IIe siècle. Initialement en pierre locale, la « molasse » de Fontvielle, la production se transforme au milieu du siècle et utilise de plus en plus le marbre avec des pièces importées. Les sarcophages de cette époque sont représentés par des pièces païennes comprenant souvent des guirlandes avec un cartouche central indiquant le nom du défunt.
Principaux sarcophages
- sarcophage d'Hippolyte, trouvé à Trinquetaille en 1891 ; en marbre (milieu du IIe siècle), partiellement achevé, avec deux côtés en cours de finition[8]
- sarcophage représentant le mythe de Prométhée, actuellement au Louvre
- couvercle à kliné
- sarcophage aux Centaures ; cuve réutilisée au IVe siècle pour un haut fonctionnaire chrétien Flavius Memorius, ancien comte de Mauritanie Tingitane (partie nord du Maroc actuel), mort à 75 ans[9].
- sarcophage de Léda, en calcaire de Fontvieille, d'une facture originale et de qualité[10] destiné à Licinia Magna, surnommée Matrona; sarcophage commandé par ses trois frères et sœurs et par son mari, centurion dans la IIIe légion Augusta[11]
- sarcophage d'Attia Esyché, en marbre ;
sarcophage de marbre blanc avec un cartouche porté par des amours ailés, contenant le texte suivant[12] :

D(is) M(anibus) // Attiae Esyche / sanctissimae / feminae / Encolupus et / Antonilla / heredes patronae
(Aux dieux Mânes d’Attia Esyche, femme très irréprochable. Encolpius et Antonilla ses héritiers à leur patronne.)
- sarcophage de Junius Messianus, magister de la corporation des utriculaires  d'Arles[13], orné de deux amours et d'un cartouche. En calcaire de Fontvieille.
- sarcophage de Julia Tyrrania, en pierre de Fontvieille
 Ce sarcophage renfermait la dépouille d'une jeune femme dont la musique était le principal amusement, et cette passion est indiquée par différents instruments (syrinx ou flûte de pan, lyre, mandoline ou sistre) qui sont des témoignages précieux sur cette époque. Sur ce sarcophage figure une inscription à la mémoire de la défunte[14], dont une traduction nous est donnée par A. L. Millin, membre de l’institut :

À Julia Tyrrania, fille de Lucius,
laquelle a vécu vingt ans et huit mois ; elle a
été, par ses mœurs et par son éducation, un
exemple pour les autres femmes. Autarcius à
sa belle-fille, Laurentius, à son épouse.
- tombe de Cornélia Jacaena, en marbre[16]
- sarcophage de Psyché

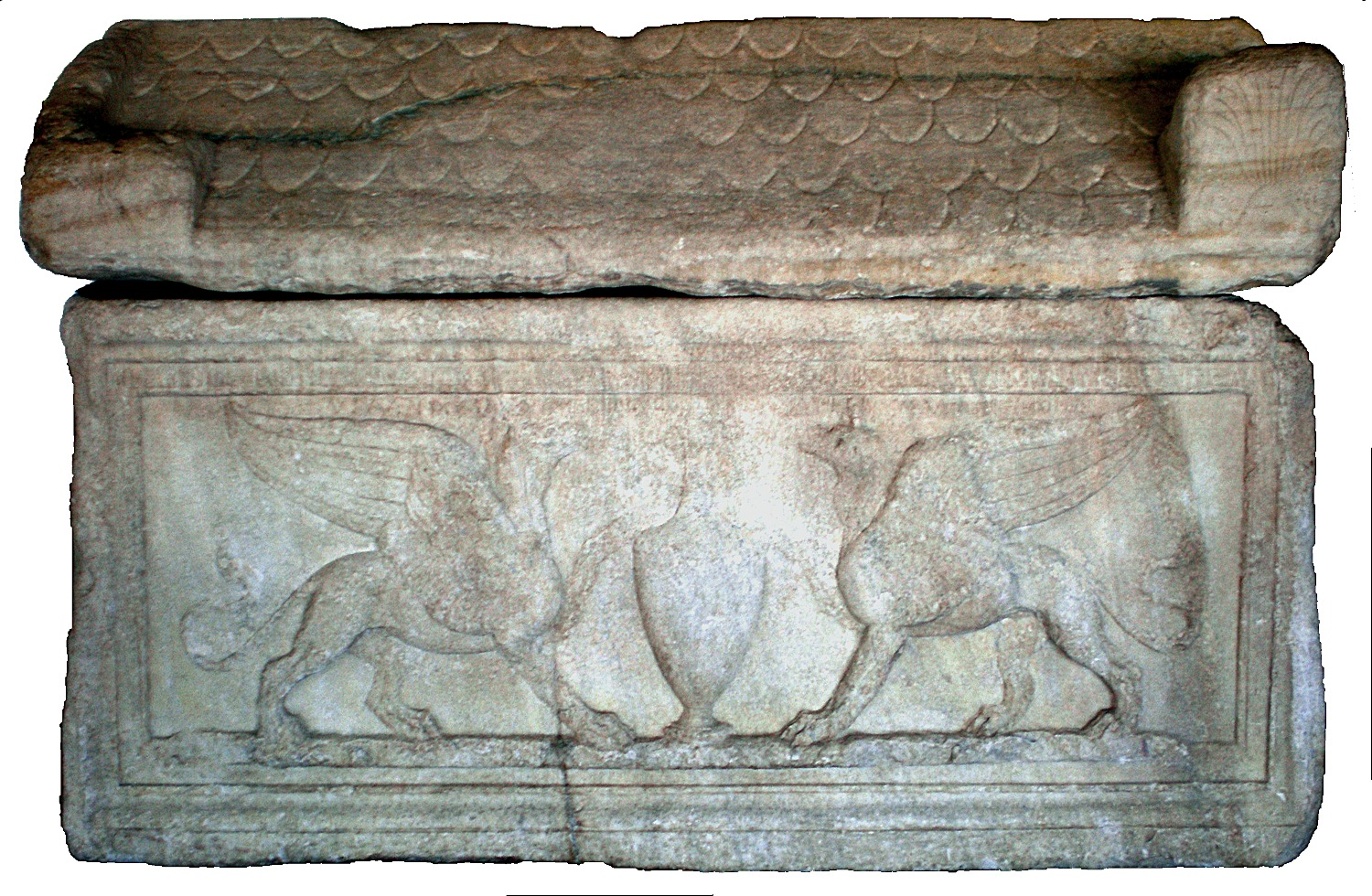
Sarcophage aux Centaures - Musée de l'Arles antique, Arles.
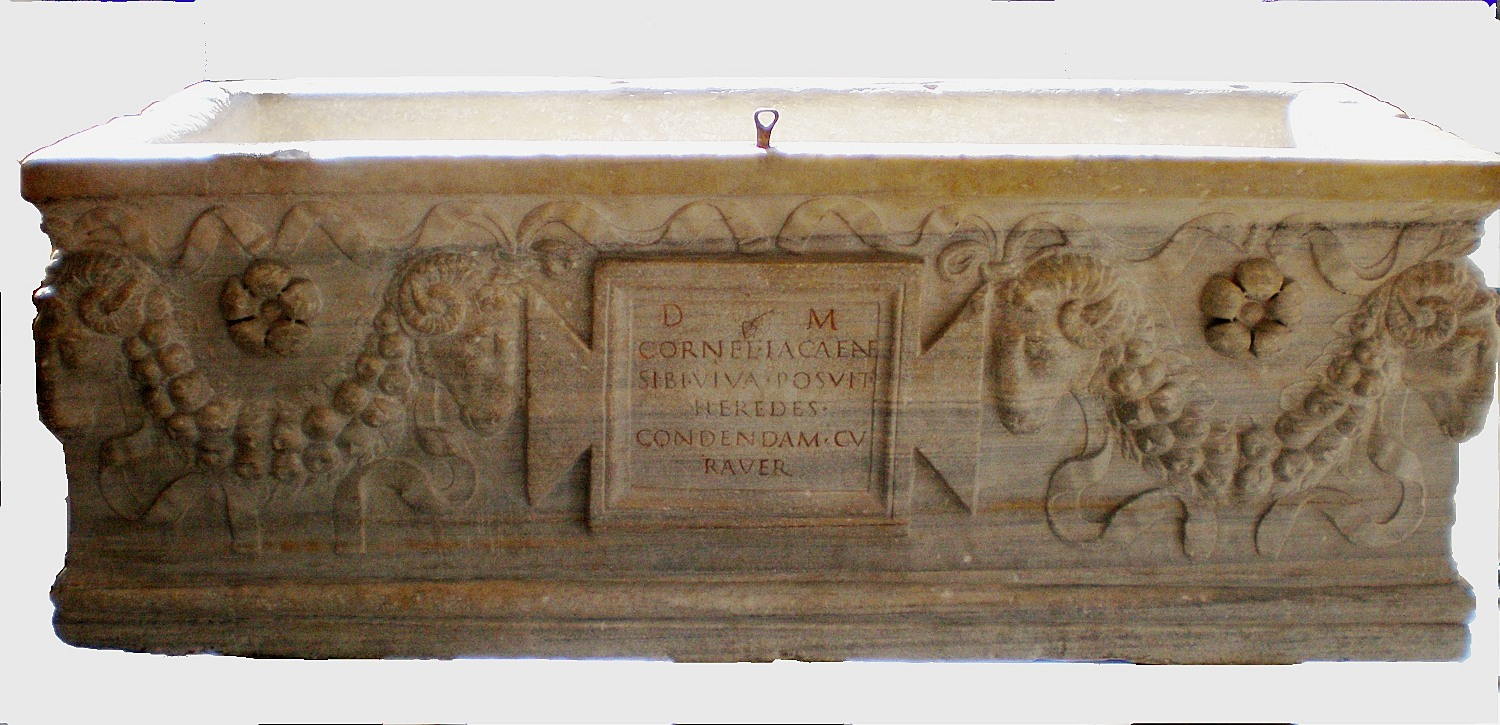
Sarcophage de Cornelia Jacaena - Musée de l'Arles antique, Arles.
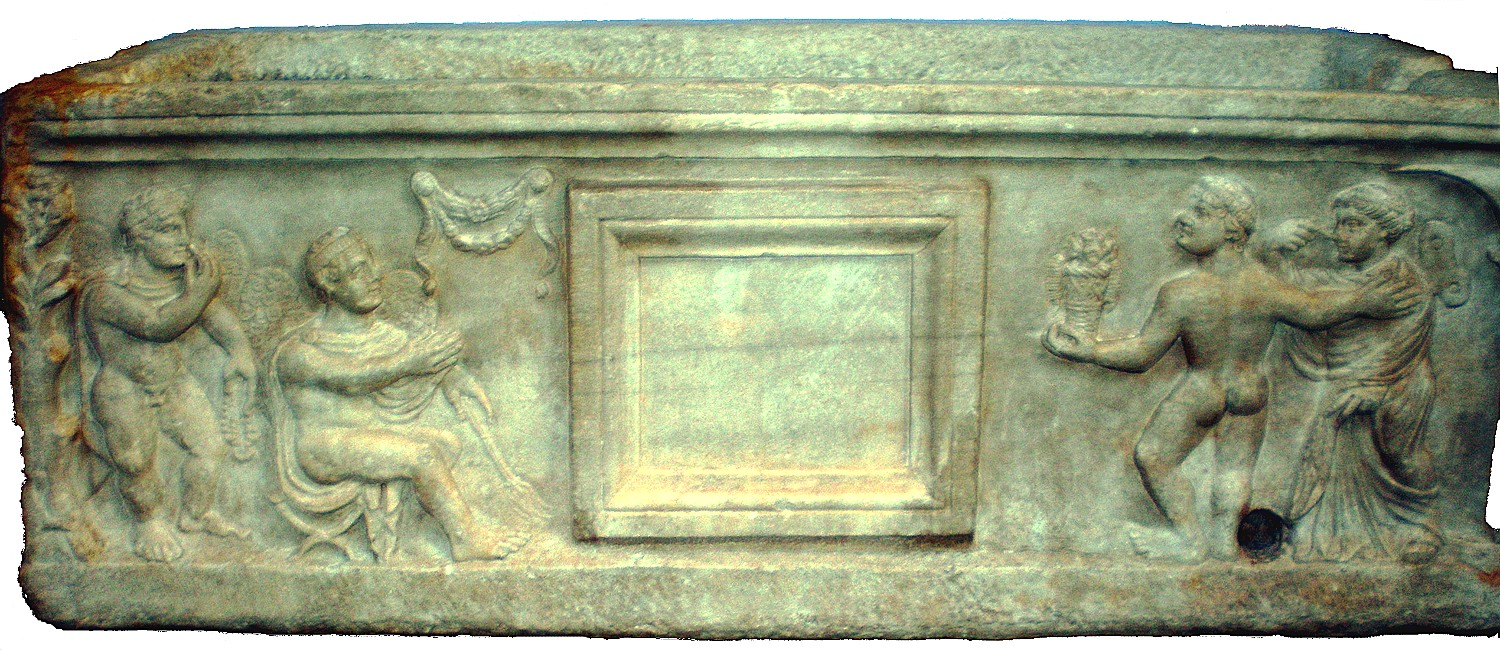
Sarcophage de Psyché - (fin du IIe siècle) - Musée de l'Arles antique, Arles.
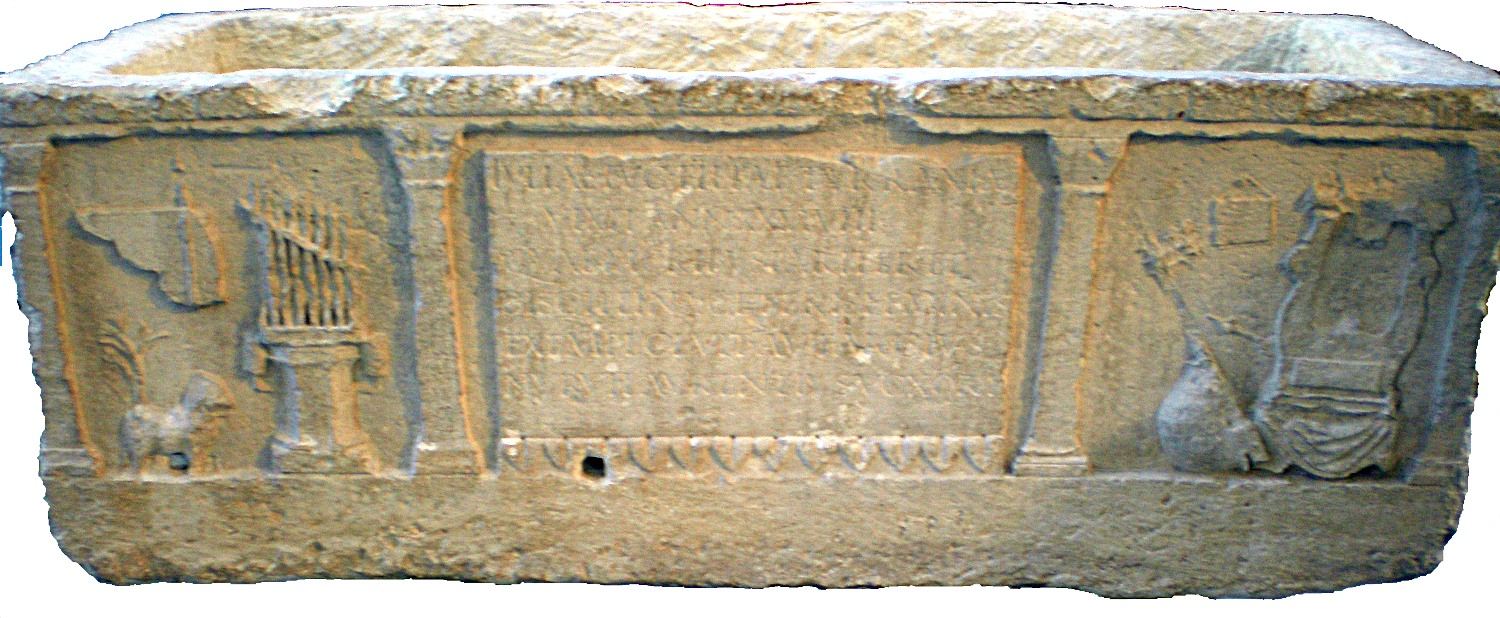
Sarcophage de Iulia Tyrrania - (fin du IIe siècle) - Musée de l'Arles antique, Arles.

### IIIesiècle

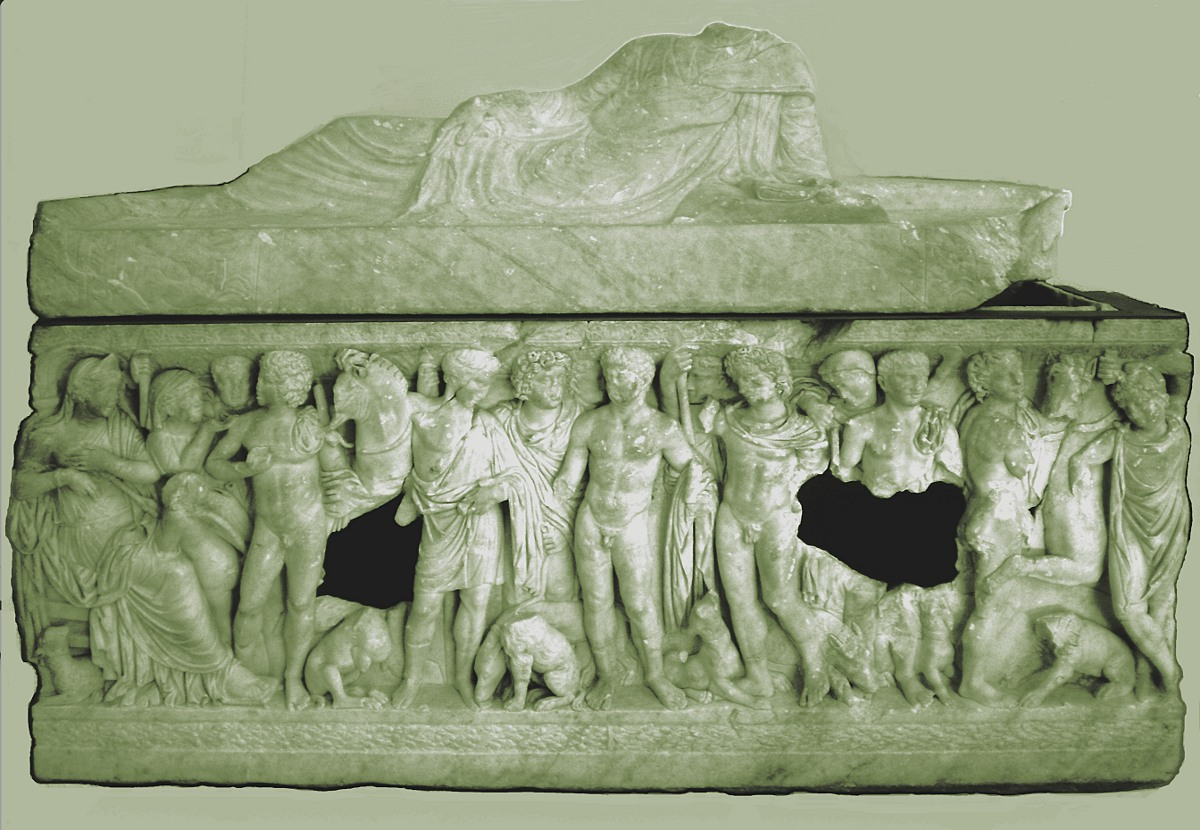
Sarcophage de Phèdre et Hippolyte - Musée de l'Arles antique, Arles.

Le IIIe siècle marque une transition ; c'est en effet à la fin de ce siècle qu'apparaissent les premiers sarcophages avec des motifs chrétiens. Globalement ces sarcophages du IIIe siècle sont caractérisés par une statuaire plus riche, avec des faces entièrement sculptées, et par la disparition à peu près totale des cartouches funéraires. On constate également l'emploi concomitant de marbres - « souvent de Proconnèse ou d'Orient » - et du calcaire, même si à Arles aucun sarcophage sculpté chrétien n'est taillé dans le calcaire.
Principaux sarcophages
- sarcophage d'enfant aux amours endormis (à Marseille)
- sarcophage de Phèdre et Hippolyte (milieu du IIIe siècle)
- sarcophage de saint Hilaire d'Arles. Ce monument funéraire en marbre est également appelé  sarcophage de Prométhée en référence à sa décoration. D’après les historiens il s’agit d’une sépulture païenne datée des années 240, réutilisée au Ve siècle pour saint Hilaire et installée aux Alyscamps. En 1822, la ville d’Arles en fait don à Louis XVIII. Ce sarcophage se compose de la cuve païenne décorée du mythe de Prométhée offerte au roi et conservée au musée du Louvre, d’un couvercle resté à Arles et portant la mention Hilaire, prêtre de la Loi divine, repose ici et d’une grande plaque de marbre (épitaphe) qui célèbre la carrière de cet illustre évêque[18]. En mai 2022, la cuve du sarcophage est placée en dépôt au musée départemental Arles antique[19],[20]. Une exposition de cette sépulture recomposée a été présentée au Musée de l'Arles et de la Provence antiques au début 2007.
- sarcophage de Flavius Mémorius[21]; Scènes mythologiques et de chasse avec une inscription chrétienne (il est probable que la cuve a été taillée un siècle plus tôt, c'est-à-dire au IIIe siècle, et réutilisée[22]).
- Autre sarcophage avec scènes de chasse, peut-être à dater du IVe siècle[23].
- sarcophage dit des Dioscures ou du Mariage Romain, en marbre de Proconnèse veiné verticalement; trouvé en février 1844 aux Alyscamps. Il s'agit d'un des premiers sarcophages sur lequel coexistent des thèmes traditionnels, les Dioscures entourant deux scènes figurant un couple, combinés avec des motifs chrétiens sur les faces latérales : le Christ multipliant les pains et l'enseignement de Pierre[24]. Il est daté de la fin du IIIe ou du début du IVe siècle[25].

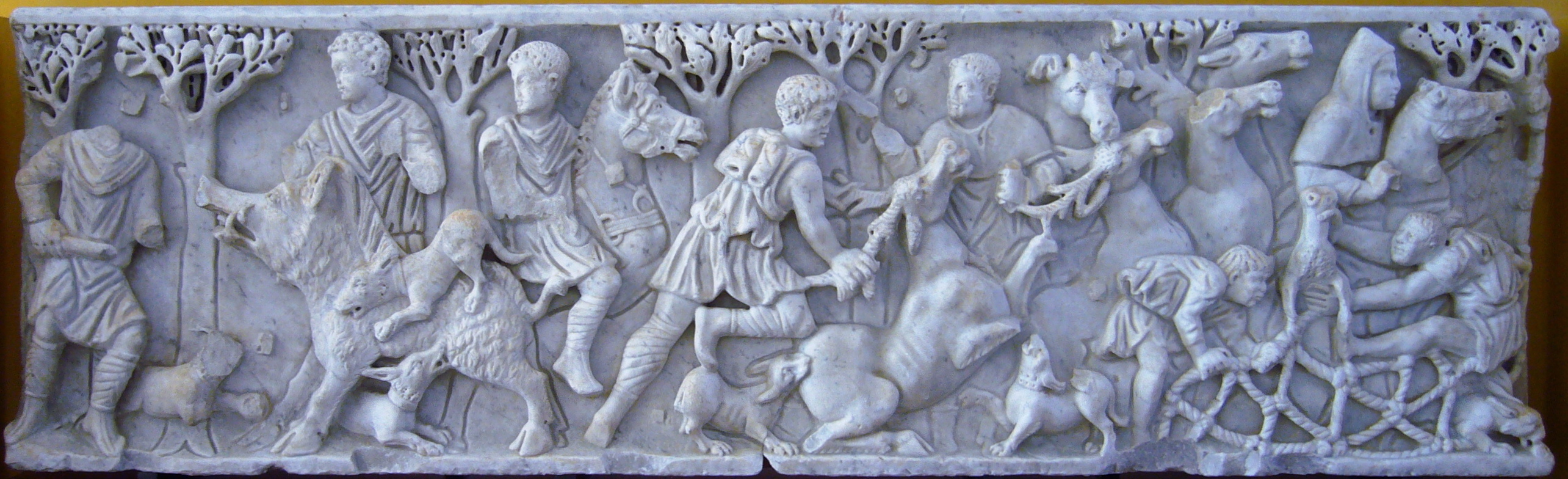
Sarcophage avec scènes de chasse - Musée de l'Arles antique, Arles.
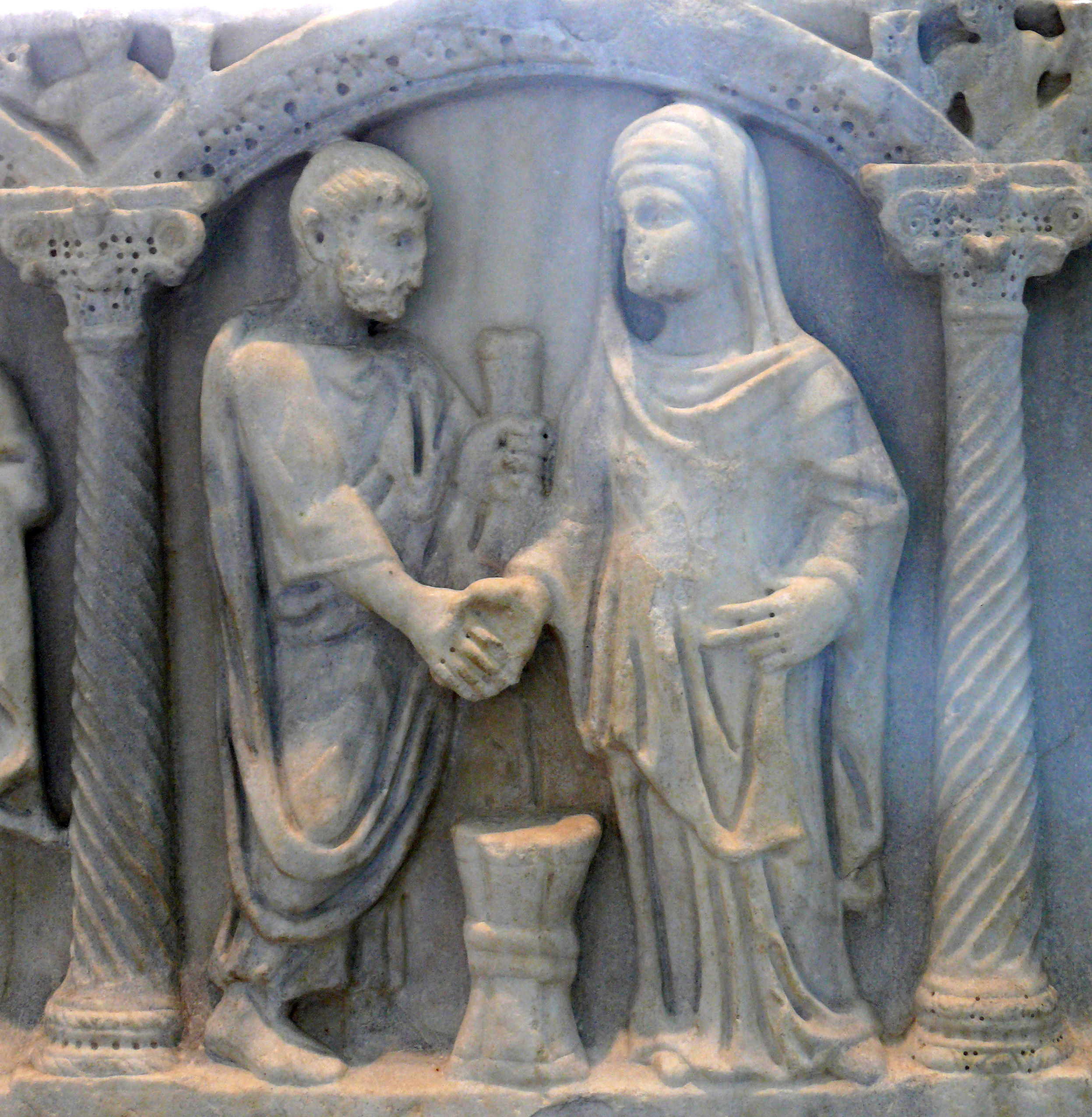
Sarcophage des Dioscures, détail, étreinte des mains du couple - Musée de l'Arles antique, Arles.

### IVesiècle

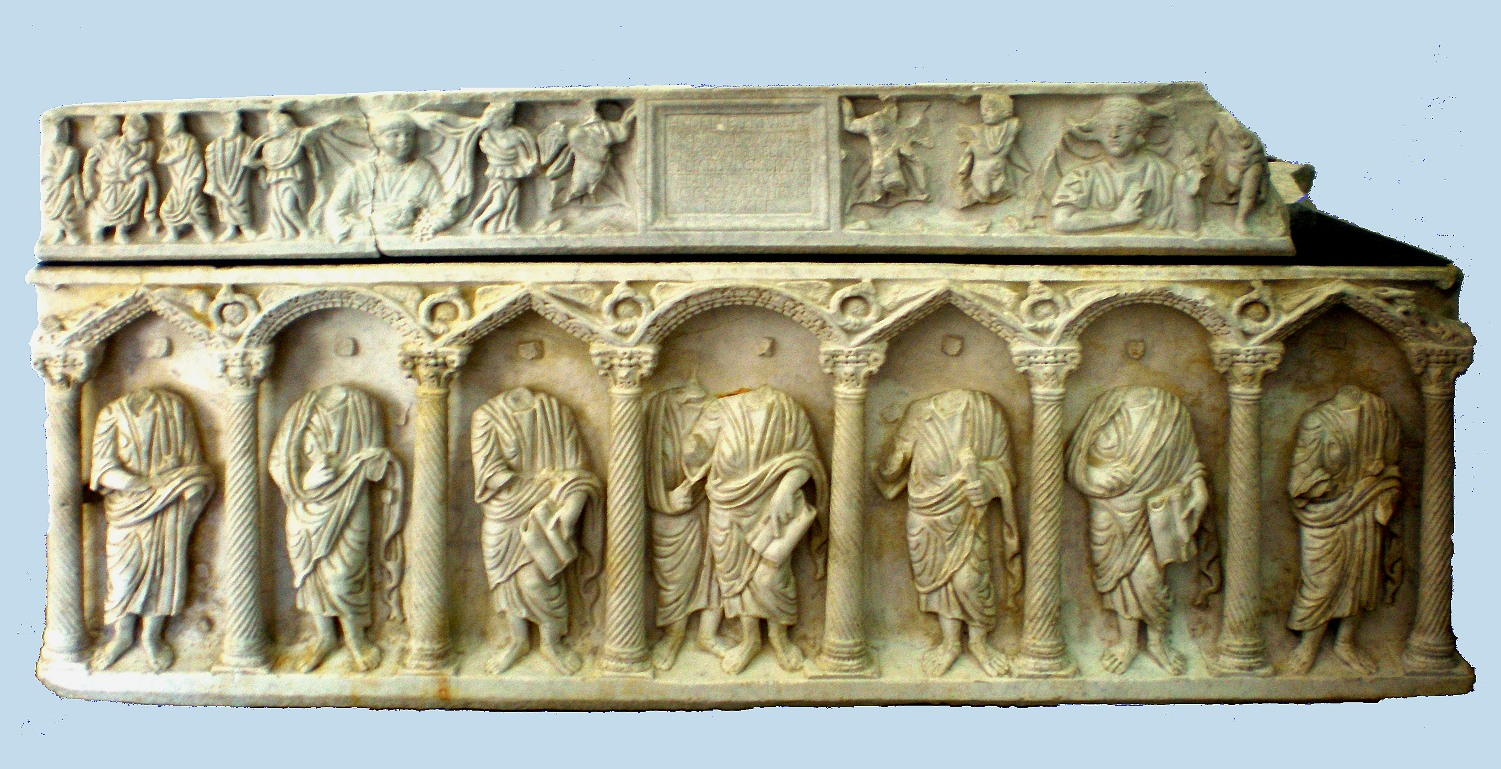
Sarcophage d'Hydria Tertulla (milieu du IVe siècle) - Musée de l'Arles antique, Arles.

Au IVe siècle, les sarcophages arlésiens sont sans équivoques chrétiens et l'iconographie se renouvelle et se diversifie à partir du second quart du IVe siècle avec de nouveaux motifs puisés dans l'Ancien Testament ou la vie du Christ. Les pièces, toutes de marbre - le calcaire n'est plus utilisé -, se caractérisent par la généralisation des niches peut-être déjà présentes à la fin du siècle précédent et par l'apparition de faces à registres. On constate aussi souvent une décoration de l'entablement de la cuve.
Principaux sarcophages
- sarcophage du Christ enseignant, dit parfois des Adieux du Christ (c. 310), façade seule en marbre de Proconnèse, provenant des Alyscamps. La datation est discutée : vers 310 selon Gerke, premier quart du IVe siècle pour Fernand février. La compréhension du motif central est incertaine : un Christ imberbe assis tient un rouleau, entouré de six personnages, deux debout, deux allongés à ses pieds et deux se cachant le visage de leurs mains voilées, scène d'enseignement ou adieux pathétiques[27]
- les trois sarcophages du second quart du IVe siècle), trouvés à Trinquetaille en 1974, exceptionnellement intacts et non pillés : le plus grand (cuve de 2,14 m sur 0,60 m, haute de 52,5 cm, 84 cm pour le sarcophage avec son couvercle)[28] contenait un squelette féminin, auquel manquait quatre vertèbres et tous les osselets des mains et des poignets, sans trace d'amputation violente. Les archéologues ne s'expliquent pas cette lacune sur une tombe inviolée[29]. Cette femme est identifiée d'après son épitaphe dans un médaillon circulaire sur l'épaisseur du couvercle comme Maria Romana Celsa[30] morte à 38 ans en 328 ou peu après. Le médaillon est entouré des deux scènes, d'un côté les jeunes Hébreux jetés dans la fournaise, de l'autre les Mages adorant l'enfant Jésus. La cuve est ornée d'une frise continue, qui représente autour de l'Orante centrale, probablement la défunte, plusieurs scènes figurant le reniement de Pierre, son arrestation, la multiplication des pains, la guérison de l'aveugle et la résurrection de Lazare[31]. La cuve et le couvercle du second sarcophage, (cuve de 2,36 m sur 0,71 m, haute de 51,5 cm) sont ornés de scènes de chasse, sculptées en frise continue, thème d'origine païenne qui gardait encore un certain succès à l'époque chrétienne. Le sarcophage contenant un squelette féminin d'environ 25 ans, accompagné d'un squelette de nouveau-né[32]. Le dernier sarcophage en marbre blanc est dédié à un couple figuré dans un médaillon central en forme de coquillage. L'épouse porte des tresses enroulées en turban, coiffure à la mode à la fin du règne de Constantin Ier. La cuve est décorée sur deux registres horizontaux de scènes figurant en haut la présentation d'Adam et d'Ève, thème assez rarement représenté, ou des guérisons miraculeuses avec un Christ jeune et imberbe, et au registre inférieur l'adoration des Mages, les Noces de Cana, la multiplication des pains et l'enseignement de Pierre[33]. La décoration présente de grandes ressemblances thématiques avec le sarcophage dit dogmatique, plus grand mais moins bien fini, conservé au Vatican et daté de cette époque[34].
- sarcophage de l'Orante ou de l'Orant.
- sarcophage de la chaste Suzanne, avec le portrait des défunts dans une imago clipeata au centre, entouré d'une double frise représentant plusieurs épisodes de l'Ancien Testament : sacrifice d'Abraham], passage de la Mer Rouge, remise de la Loi (c. 340)[35]. Les scènes sculptées recouvrant le sarcophage symbolisent le salut de l'âme obtenu comme l'exprime la prière : ... Délivre mon âme comme tu as délivré Jonas du monstre marin ; les jeunes Hébreux de la fournaise ; Daniel de la fosse aux lions ; Suzanne des mains des vieillards.
- les deux sarcophages ne figurant que le passage de la Mer Rouge, symbolisation du Salut du nouveau peuple chrétien, thème qui connut une grande diffusion dans la seconde moitié du IVe siècle : l'un se trouve à Saint-Trophime, l'autre au musée[34]
- sarcophage de la cathédrale, d'une composition au format rompant avec la juxtaposition continue d'épisodes parfois sans rapport. Ici deux registres superposés sont subdivisés par un décor de colonnes et d'arcades où s'insèrent les personnages (milieu du IVe siècle)[36]

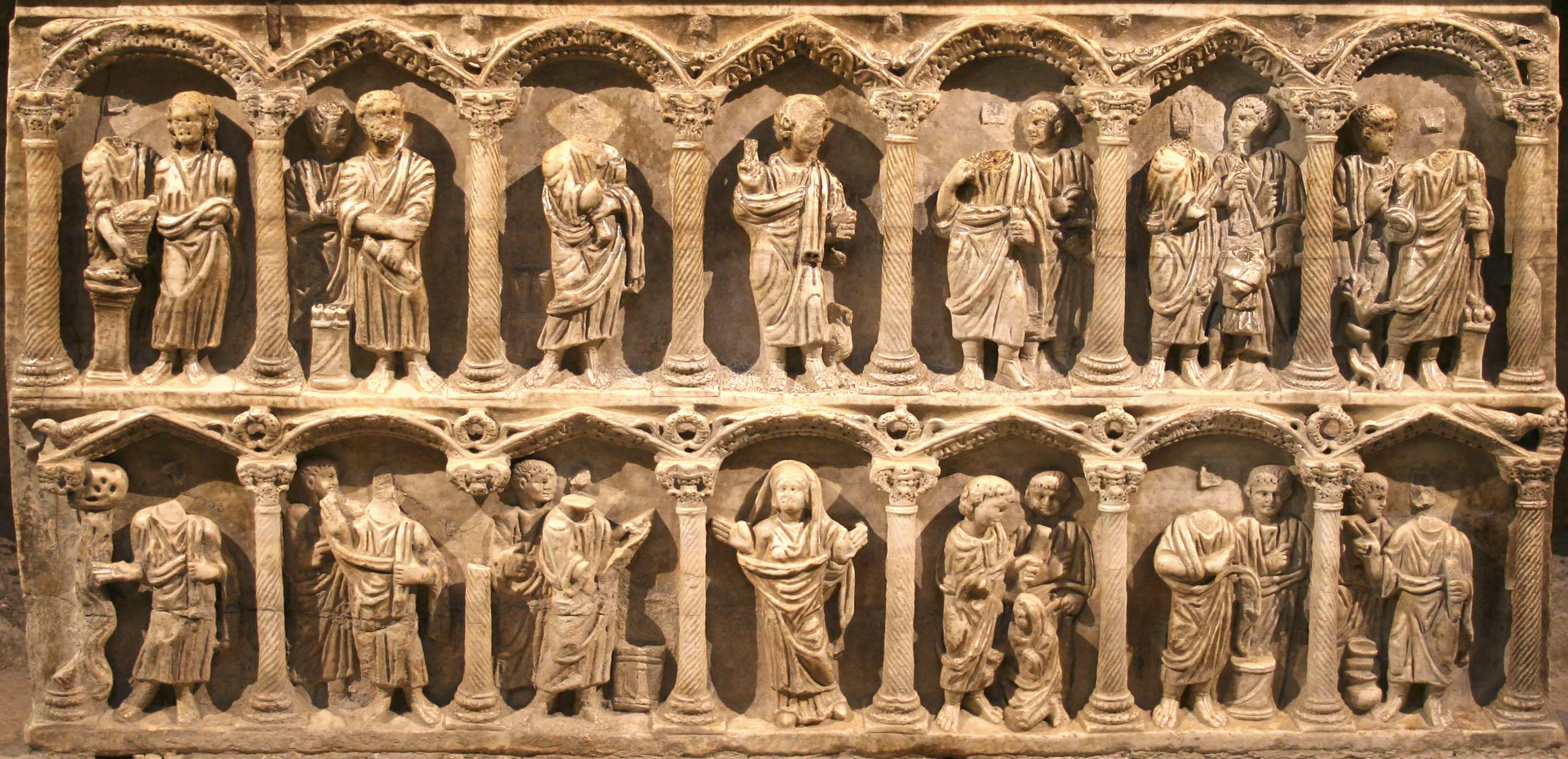
Sarcophage de la cathédrale - Église de Saint-Trophime, collatéral de gauche, Arles.
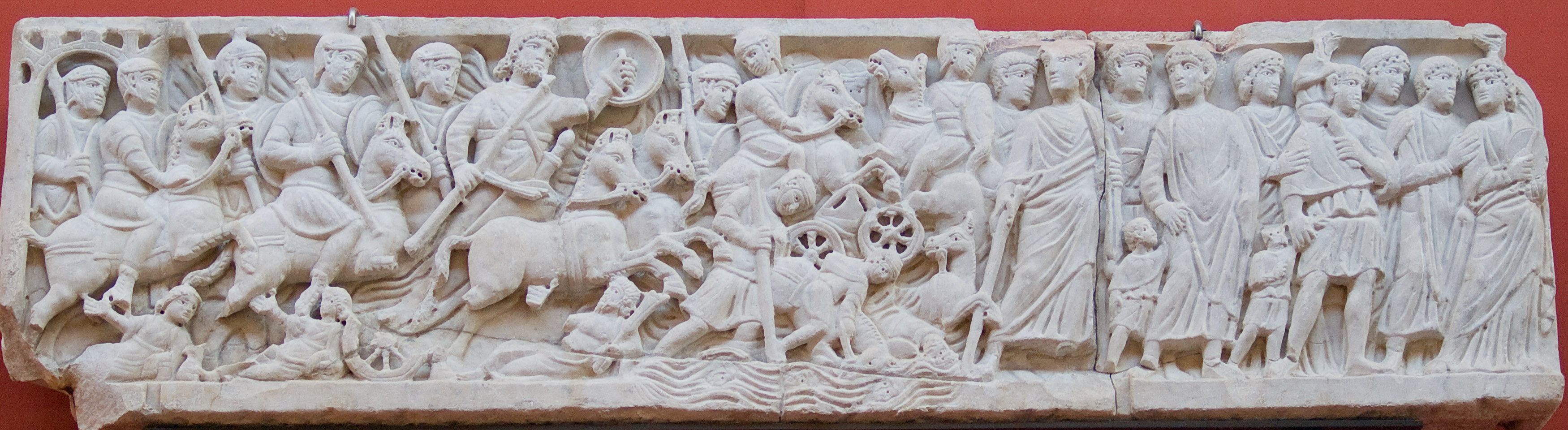
Sarcophage du passage de la mer Rouge d'Arles, (fin du IVe siècle) - Musée de l'Arles antique, Arles.
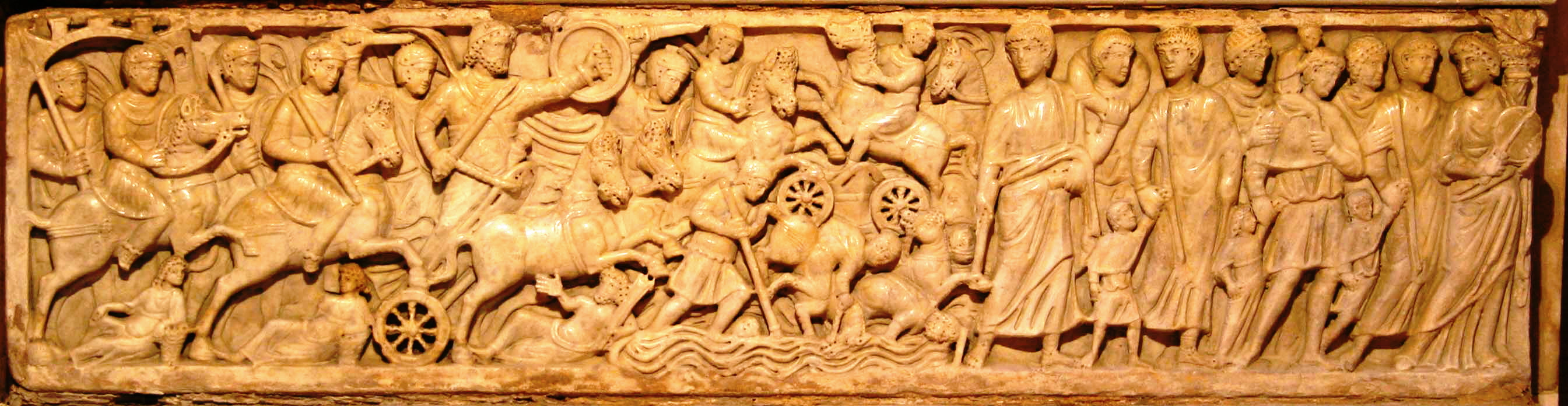
Sarcophage paléochrétien du passage de la mer Rouge, (fin du IVe siècle) - Saint-Trophime, chapelle Saint-Genès, Arles.

- sarcophage d'Hydria Tertulla et de sa fille[37], en marbre de Carrare, un des rares sarcophages complets réunissant cuve et couvercle. C'est un des premiers sarcophages avec comme seul motif, le Christ et ses disciples dans un décor de colonnades, excluant tout narration d'épisode religieux (seconde moitié du IVe siècle)[38]
- les deux sarcophages décorés en strigiles avec le Christ dans un panneau central, en marbre de Carrare, trouvés en fragments en 1949 aux Alyscamps et reconstitués par Fernand Benoit (dernier quart du IVe siècle)[39]
- les deux sarcophages dits de la Nativité : l'un en marbre de Carrare, l'autre en marbre identifié comme de Saint-Béat dans les Pyrénées (dernier quart du IVe siècle)[39]
- sarcophage du sacerdos Concordius[40], en marbre (c. 385). Il montre sous un portique aux colonnes torses un christ assis et barbu tenant un livre ouvert, entourés de part et d'autre des apôtres tenant chacun un rouleau ou un codex. La facture est soignée, avec un grand souci du détail, chaque personnage a une attitude et un visage individualisés, allégeant ainsi la symétrie de la composition. Il est exposé aujourd’hui au Musée de l'Arles et de la Provence antiques. Un sarcophage aux motifs semblables à ceux de Concordius, actuellement au Louvre, provient probablement d'Arles[41].
- sarcophage dit aux arbres, en marbre de Proconnèse, veiné horizontalement (fin du IVe siècle / c.375). Le découpage du motif en colonnade est remplacé ici par des arbres et leurs ramures, qui divisent en sept figures, un christ debout en attitude frontale et hiératique, entouré de part et d'autre de scènes du Christ réalisant divers miracles[42].
- sarcophage dit de l'Anastasie ; il passe pour avoir été celui de l'empereur Constantin II (317-340)[43] et a été réemployé pour l'évêque d'Arles Aeonius mort en 502. Le Christ est évoqué par une croix surmontée d'une couronne, entourée de part et d'autre de six apôtres tenant un volumen (fin du IVe siècle)[44].

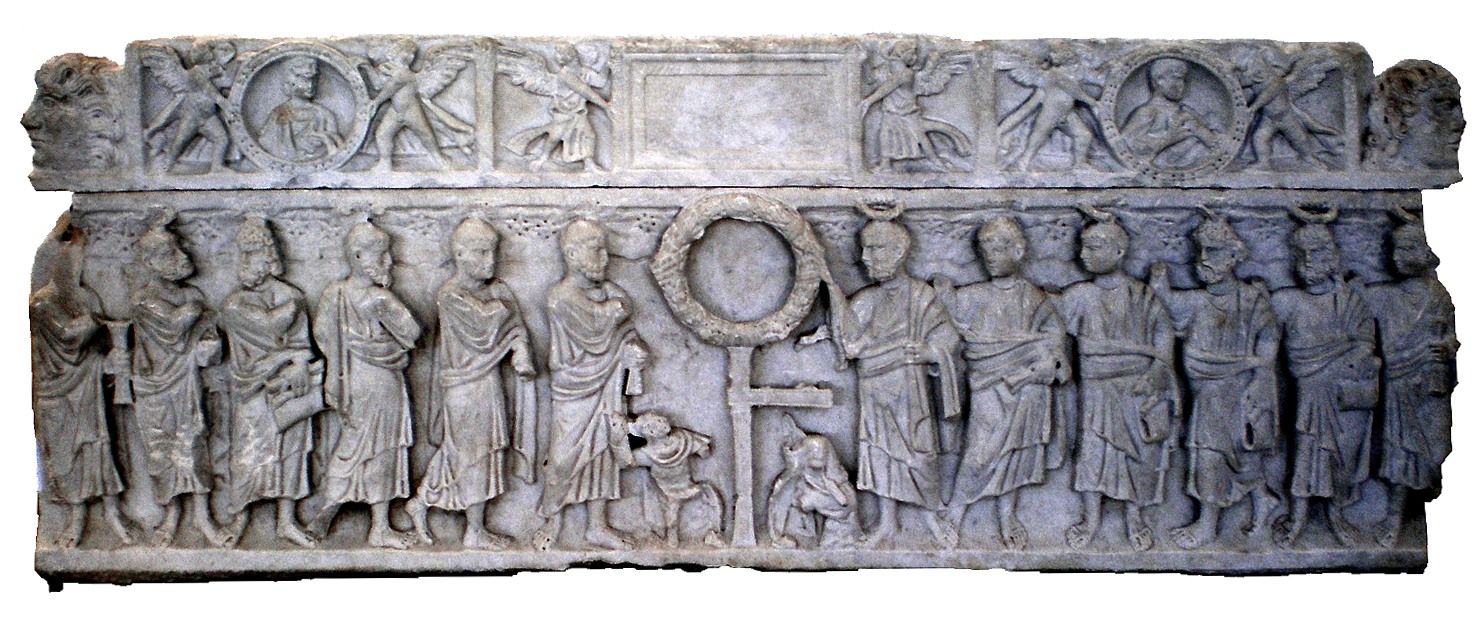
Sarcophage de l'Anastasis, (fin du IVe siècle) - Musée de l'Arles antique, Arles.
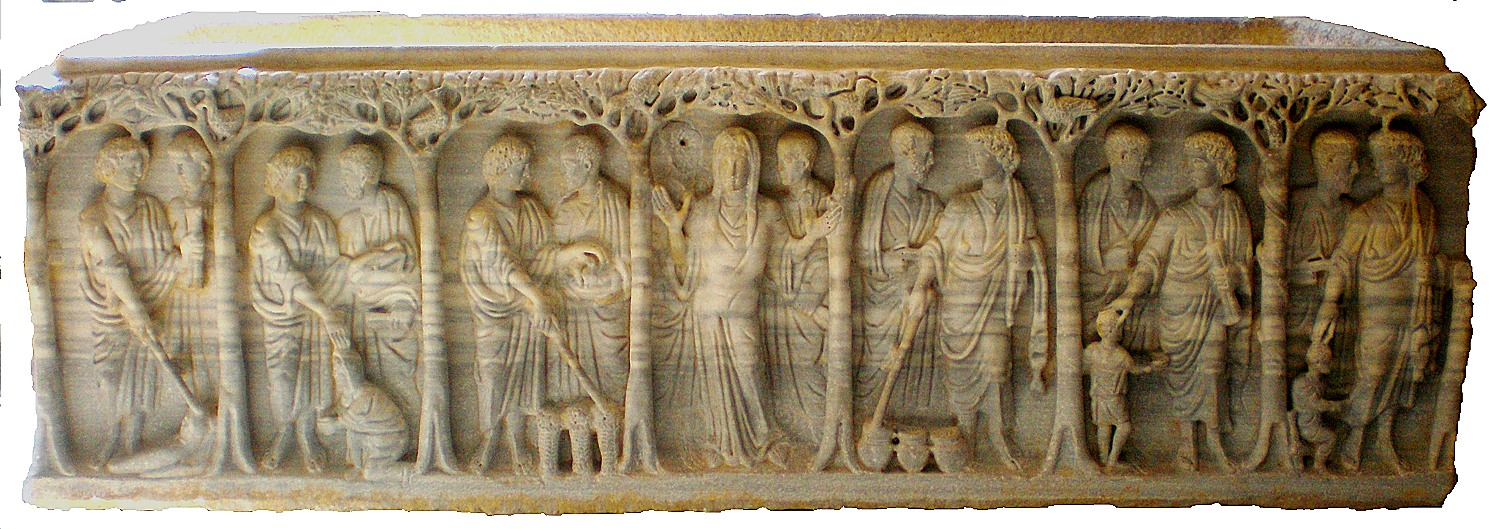
Sarcophage aux arbres, (c.375) - Musée de l'Arles antique, Arles
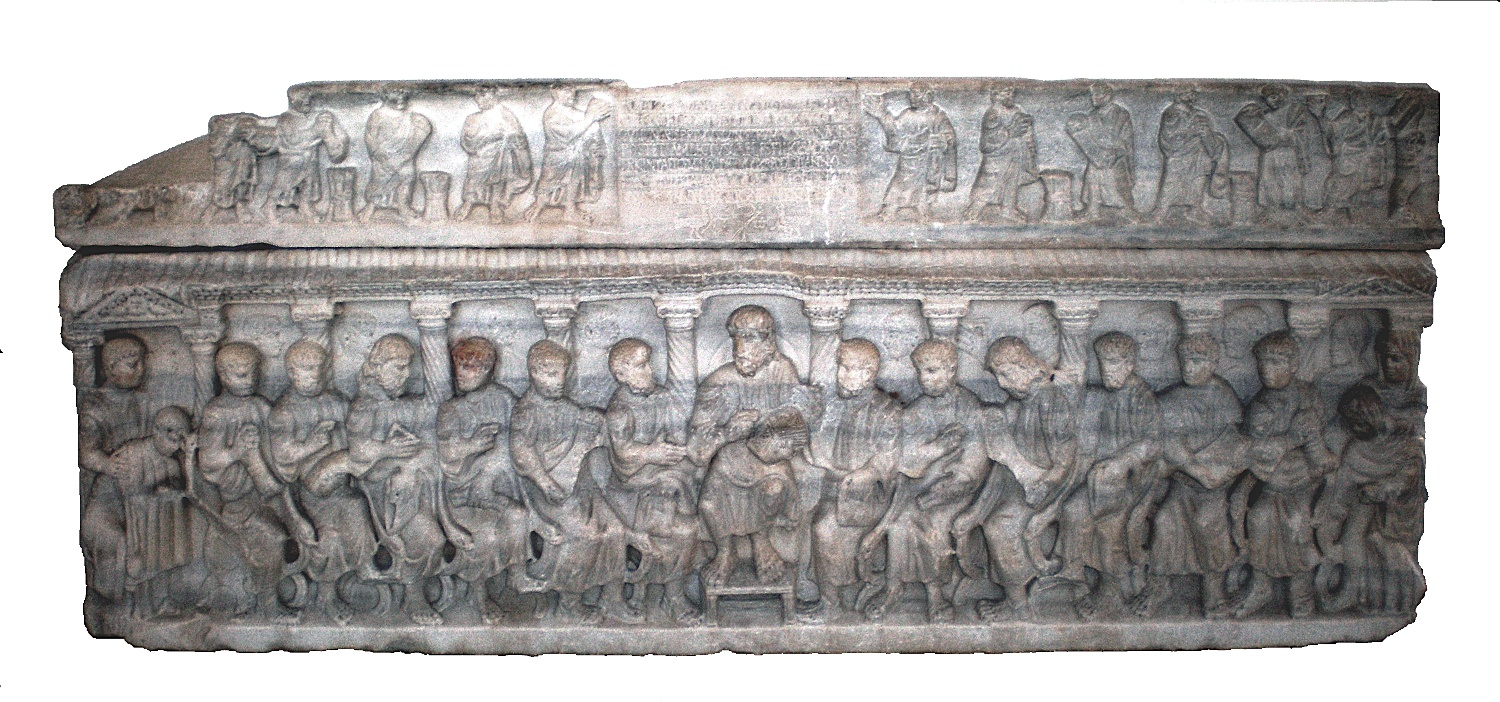
Sarcophage de Concordius, (c.385) - Musée de l'Arles antique, Arles.

### Vesiècle

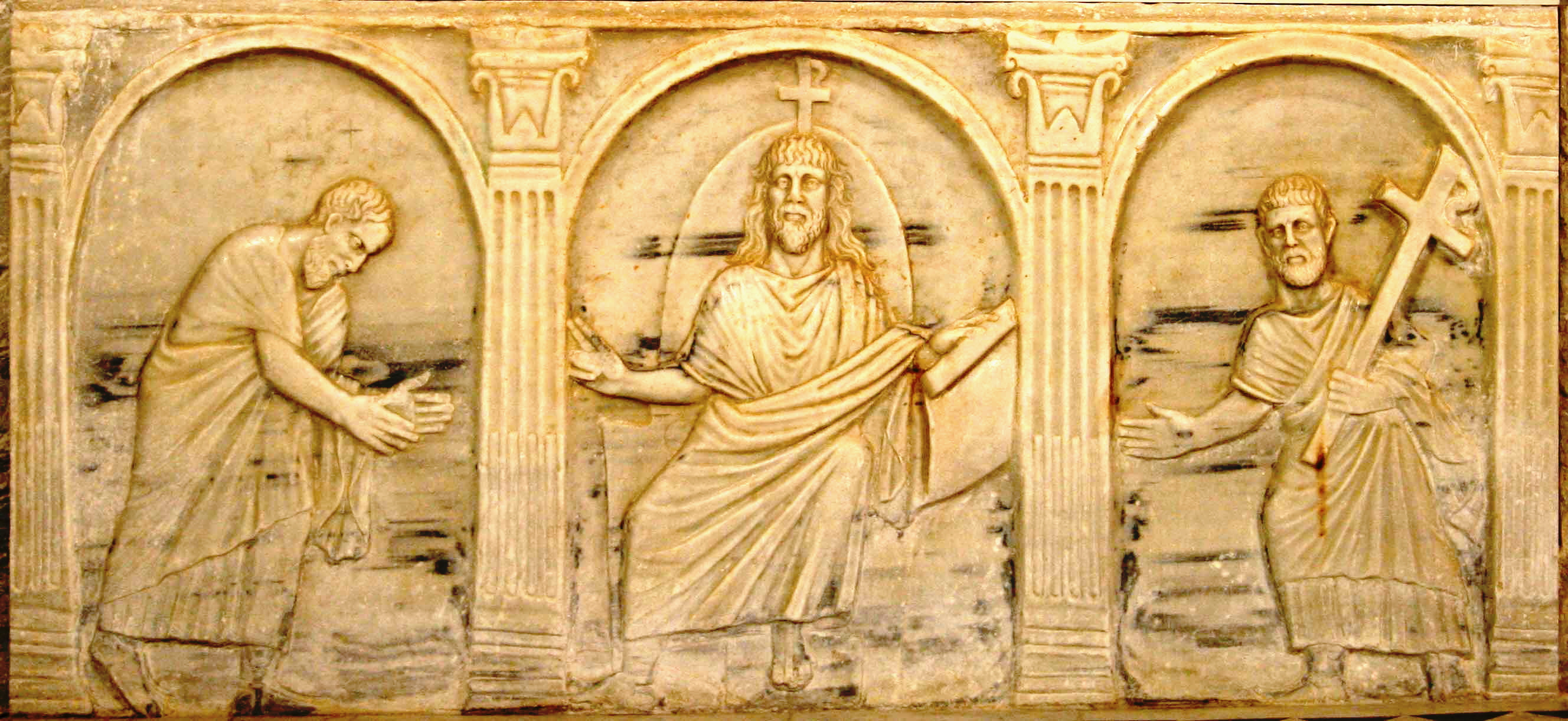
Sarcophage de Geminus, (début du Ve siècle) - Saint-Trophime, Arles.

Principaux sarcophages
- sarcophage de Géminus[45]; ce sarcophage conservé à Saint-Trophime, est remarquable par la technique de sculpture et la sobriété de sa composition. (c.410)
- couvercles avec des scènes pastorales représentant berger et brebis (début du Ve siècle)

## Sources et bibliographie
- Fernand Benoit, Sarcophages paléochrétiens d'Arles et de Marseille : Fouilles et monuments archéologiques en France métropolitaine, Paris, Centre national de la recherche scientifique, coll. « Suppléments à Gallia » (no V), 1954, 88 p.
  - Michel Labrousse, « compte-rendu de lecture de « Sarcophages paléochrétiens d'Arles et de Marseille » de Fernanrd Benoit », Annales du Midi : revue archéologique, historique et philologique de la France méridionale, t. 67, no 29,‎ 1955, p. 70-72 (lire en ligne)
- Yves Christe, « À propos du sarcophage à double registre récemment découvert à Arles », Journal des savants, no 1,‎ 1975, p. 76-80 (lire en ligne)
- Paul-Albert Février, « Sarcophages d'Arles », Publications de l'École française de Rome, Rome, no 255,‎ 1996, p. 1099-1141 (lire en ligne)
- Gaggadis-Robin, Vassiliki : Les sarcophages païens du Musée de l'Arles antique, Musée de l'Arles et de la Provence antiques (Éditeur)  2005 -  (ISBN 2951638566)
- Jean-Maurice Rouquette, « Trois nouveaux sarcophages chrétiens de Trinquetaille (Arles) », Comptes rendus des séances de l'Académie des Inscriptions et Belles-Lettres, 118e année, no 2,‎ 1974, p. 254-277 (lire en ligne)